# 莎莉 (電影)
《莎莉》是一部在2024年上映的台灣電影。由練建宏執導，劉品言、林柏宏、李英宏等人領銜主演。

## 劇情
超過適婚年齡的女主角林惠君在台中山裡養雞、種玉米，過著簡單愜意的日子，身邊有總擔心自己嫁不出去的姑姑、從上海回來且正值叛逆期的姪女林心茹，還有整天和未婚妻你濃我濃的弟弟林偉宏，看著兩人的甜膩模樣，也讓她心生想談戀愛的念頭。內心渴望愛情卻又怯於表達的她，只能透過交友軟體化名「莎莉」與法國男子馬丁談情說愛，此舉一出不僅弟弟唱酸，全村的人還都說她被騙了，她決定義無反顧飛到巴黎，展開一場屬於自己的追愛之旅！

## 演員
| 演員            | 角色     | 說明                             |
| --------------- | -------- | -------------------------------- |
| 劉品言          | 林惠君   | 交友軟體裡化名「莎莉」           |
| 林柏宏          | 林偉宏   | 惠君弟弟                         |
| 李英宏          | 阿豪     | 惠君的鄰居兼好友                 |
| 楊麗音          | 惠君姑姑 |                                  |
| 湯詠絮          | 林芯茹   | 惠君姪女                         |
| 肯納(Kenna Lee) | 馬丁     | 惠君用交友軟體認識的法國畫廊老闆 |

## 上映日期
台灣：2024年4月3日。
香港：2025年2月28日

## 取景
《莎莉》約有七成場景在臺中市東勢區的山區取景。

## 參展及獲獎紀錄
- 金馬創投會議百萬首獎得主
- 入選2023年第28屆釜山影展亞洲之窗單元
- 瑞典哥德堡國際影展
- 榮獲2024年第19屆大阪亞洲電影節。最具潛力創作者獎、ABC TV獎

| 年份 | 頒獎典禮         | 獎項         | 入圍者   | 結果 |
| ---- | ---------------- | ------------ | -------- | ---- |
| 2024 | 第26屆台北電影獎 | 最佳劇情長片 | 《莎莉》 | 提名 |
| 2024 | 第26屆台北電影獎 | 最佳女主角   | 劉品言   | 提名 |
| 2024 | 第26屆台北電影獎 | 最佳男配角   | 李英宏   | 提名 |
| 2024 | 第26屆台北電影獎 | 最佳女配角   | 湯詠絮   | 提名 |
| 2024 | 第26屆台北電影獎 | 最佳攝影     | 廖敬堯   | 提名 |
| 2024 | 第26屆台北電影獎 | 最佳配樂     | 李英宏   | 獲獎 |
| 2024 | 第61屆金馬獎     | 最佳新演員   | 湯詠絮   | 提名 |